# U/17-EM i fodbold for kvinder 2019
U/17 Europamesterskaberne i fodbold for kvinder/piger 2019 var den 12. udgave af europamesterskaberne for U/17-landshold, arrangeret af UEFA. Slutrunden blev afholdt 5. - 17. maj 2019 i Albena, Dobritj og Kavarna i Bulgarien.
I alt deltog otte hold i turneringen, hvor spillere der var født fra den 1. januar 2002 eller senere, var tilladt at deltage. Desuden har hver kamp en regelmæssig varighed på 90 minutter i stedet for 80 minutter i tidligere sæsoner.
Tyskland vandt turneringen, for syvende gang i landets historie, efter finalesejr over Holland, med cifrene 1-1, hvorefter tyskerne vandt straffesparkskonkurrencen 3-2. Spanien, der var forsvarende mestre fra 2018, røg ud i semifinalen til Holland.

## Gruppespil

### Gruppe A
| Pos | Hold      | K | V | U | T | M+ | M- | MF | P | Kvalifikation |
| --- | --------- | - | - | - | - | -- | -- | -- | - | ------------- |
| 1   | Spanien   | 3 | 2 | 1 | 0 | 9  | 0  | +9 | 7 | Slutspillet   |
| 2   | Portugal  | 3 | 2 | 0 | 1 | 4  | 7  | −3 | 6 | Slutspillet   |
| 3   | Danmark   | 3 | 1 | 1 | 1 | 2  | 1  | +1 | 4 |               |
| 4   | Bulgarien | 3 | 0 | 0 | 3 | 1  | 8  | −7 | 0 |               |